# New York State Senate

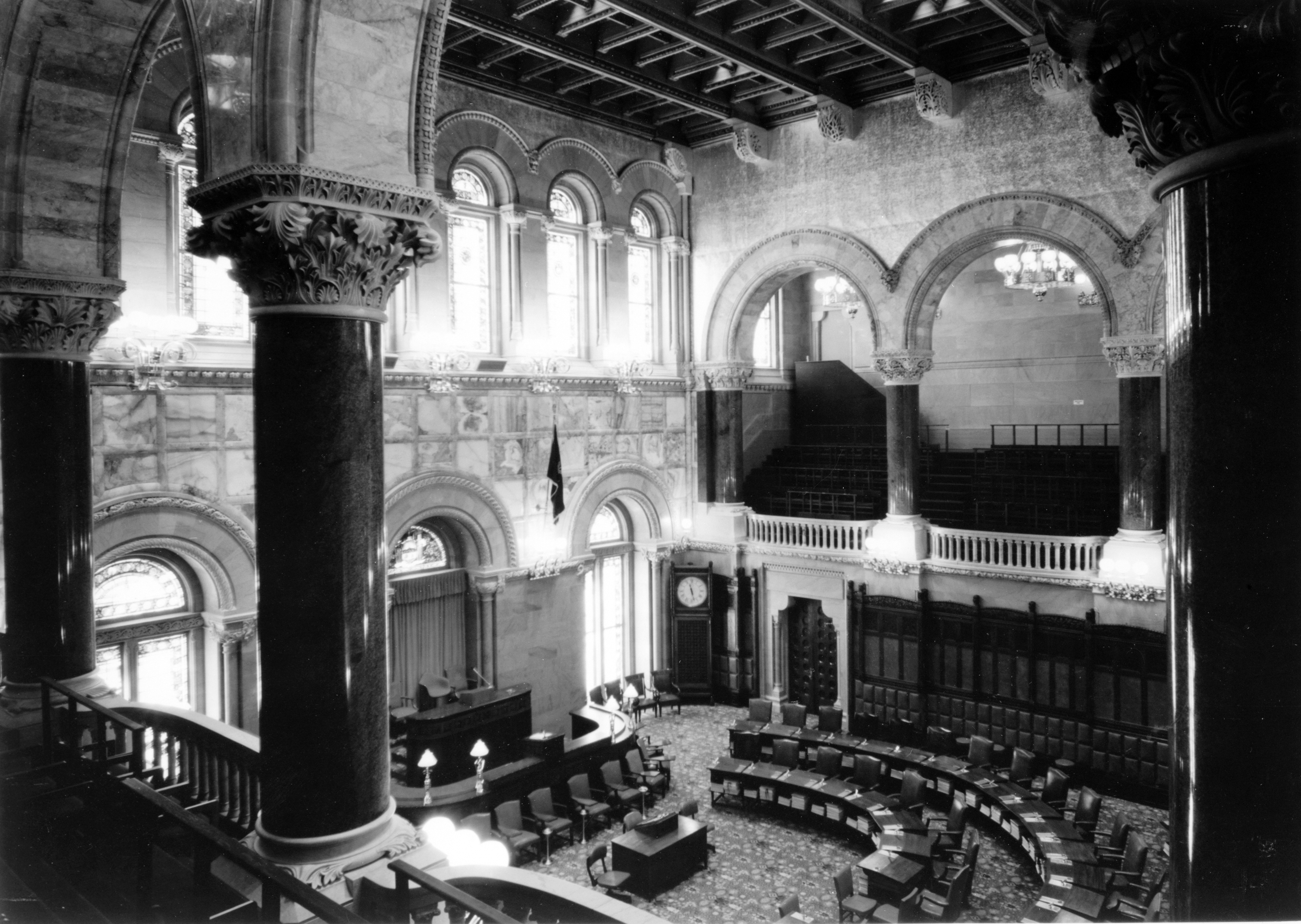
Het halfrond waar de Senaat van New York bijeenkomt

De New York State Senate of Senaat van New York is het hogerhuis van de New York State Legislature, de wetgevende macht van de Amerikaanse staat New York. In de senaat zetelen 63 senatoren die individueel gekozen worden vanuit hun kiesdistrict voor een termijn van 2 jaar. De senaat komt net als het New York State Assembly samen in het New York State Capitol in Albany.
Hoewel de Democraten in de meerderheid zijn in de senaat, was er van 2013 tot en met 2018 een coalitie aan de macht van Republikeinen en 1 tot 9 conservatieve Democraten. Na de verkiezingen van 2018 trad een voltrokken Democratische meerderheid aan met 39 zetels.